# Vertrag von Saragossa

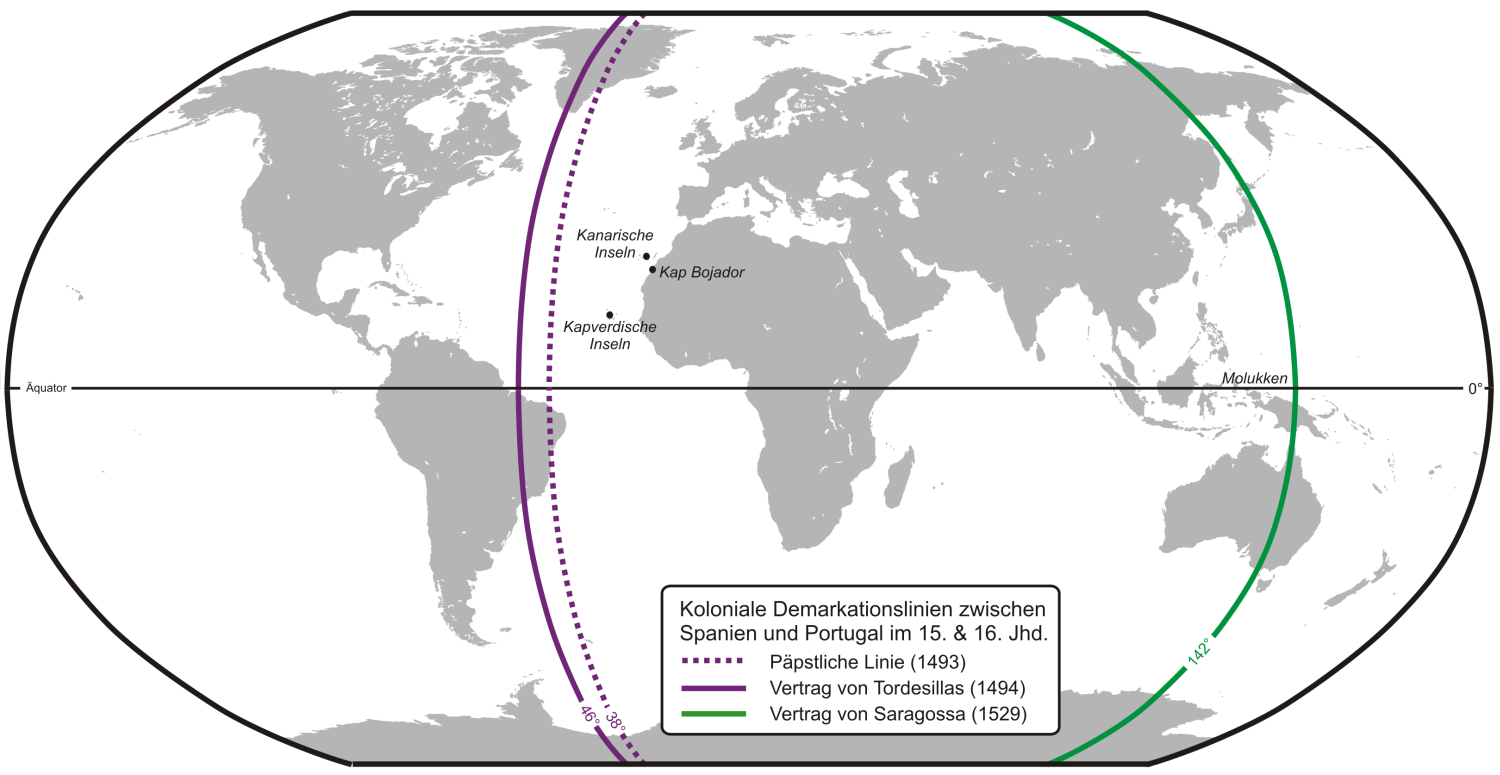
Demarkationslinien nach spanisch-portugiesischen Vereinbarungen im 15. und 16. Jahrhundert

Der Vertrag von Saragossa von 1529 (spanisch: Tratado de Zaragoza; portugiesisch: Tratado de Saragoça) präzisierte den 1494 zwischen Spanien und Portugal geschlossenen Vertrag von Tordesillas, indem er neben der bereits festgelegten westlichen Demarkationslinie durch den Atlantik, auch eine östliche Demarkationslinie durch den Pazifik festlegte.
Infolge der erfolgreichen Westfahrt der Expedition Ferdinand Magellans 1519–1521/1522 kam es zum Streit um die wertvollen Molukken im Malaiischen Archipel. Doch die Expedition Magellans war sehr verlustreich und eine weitere Expedition zu den Inseln ab 1525, geleitet von García Jofre de Loaísa und Juan Sebastián Elcano, einem Teilnehmer der Expedition Magellans, war ein Misserfolg. Die Route durch die Magellanstraße und über den Pazifik war zu gefährlich, um als Handelsroute erfolgreich zu sein, weswegen der spanische König Karl I. schließlich alle Ansprüche auf die Molukken, die im Indienhandel eine wichtige Rolle als Gewürzlieferant spielten, aufgab und sie „für wenig Geld“ (350.000 Dukaten) an den portugiesischen König Johann III. verkaufte.
Mit seiner Unterzeichnung am 22. April 1529 wurde die Trennlinie zwischen dem spanischen und dem portugiesischen Machtbereich auf 297,5 Leguas östlich der Molukken festgelegt.